# Ústí nad Labem
Ústí nad Labem ([ˌuːstiː ˌnad ˈlabɛm] Ausspracheⓘ, deutsch: Aussig, früher Außig) ist eine Mittelstadt in Tschechien. Sie ist das Zentrum des nordböhmischen Industrie- und Ballungsgebietes und Verkehrsknotenpunkt in der Region. Bis 2002 war sie der Verwaltungssitz des Okres Ústí nad Labem.

## Geographische Lage
Die Stadt liegt etwa 48 km südsüdöstlich von Dresden auf einer Höhe von 140 m über dem Meeresspiegel. Die Altstadt von Aussig befindet sich am linken Elbufer an der Mündung des Flusses Bílina (dt. Biela) (14° 2′ 30″ östlicher Länge und 50° 39′ 33″ nördlicher Breite). Im Norden befindet sich das Vorland des Erzgebirges und nach Süden erstreckt sich das Böhmische Mittelgebirge.

## Stadtgliederung

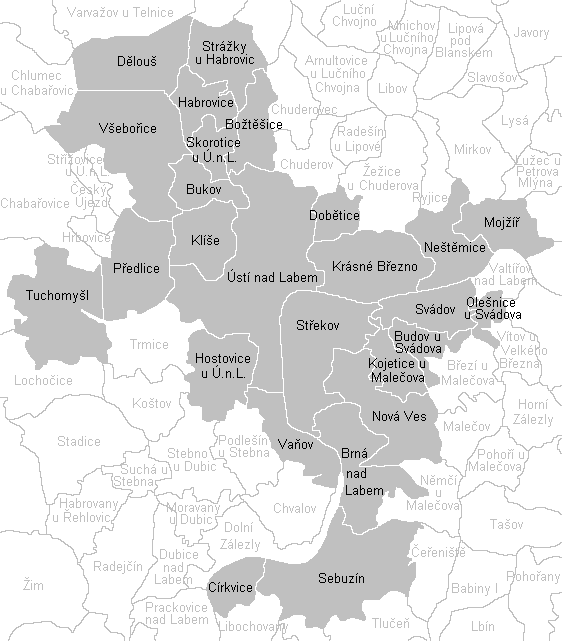
Ortsteile

### Stadtbezirke, Ortsteile, Siedlungseinheiten

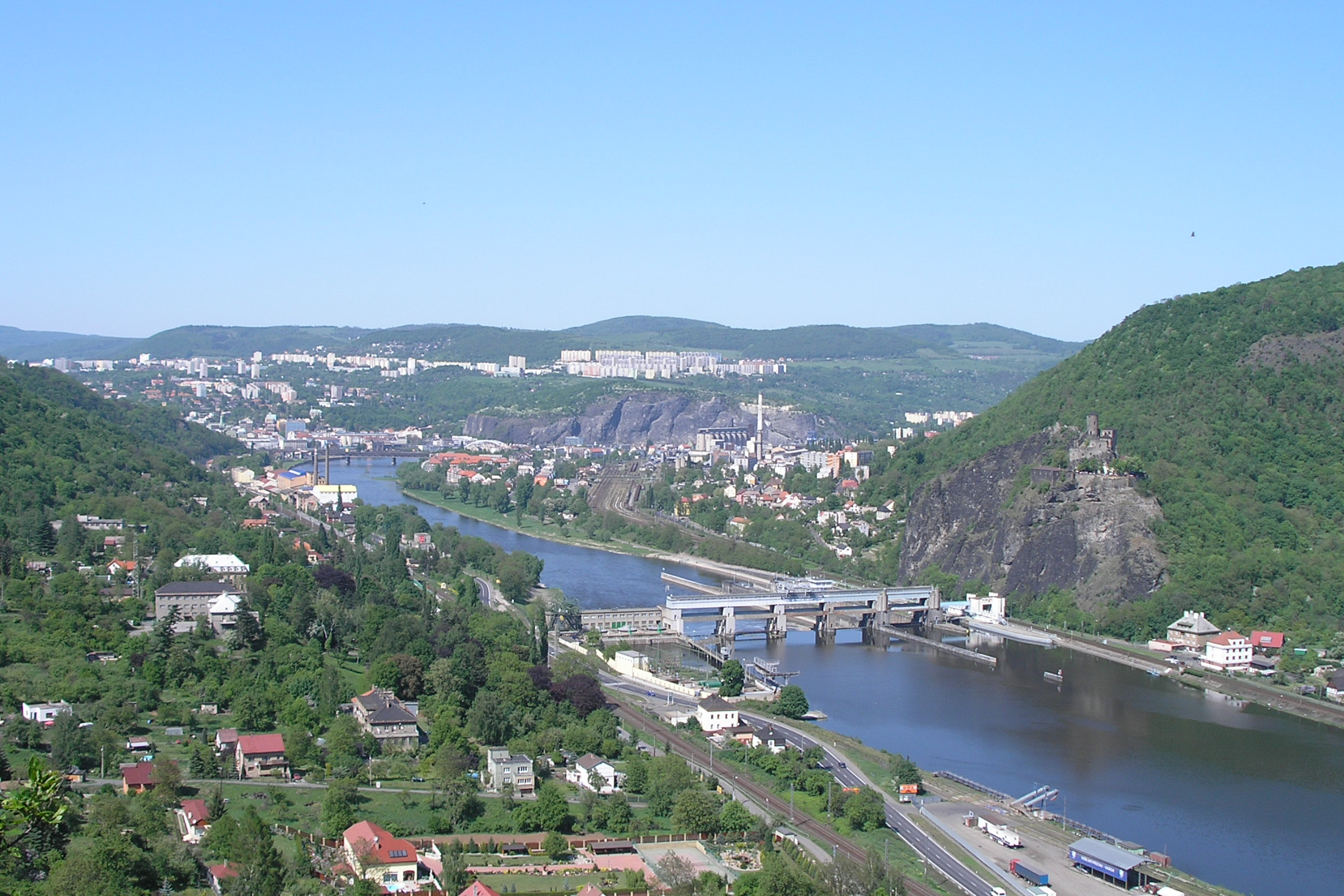
Stadtpanorama mit der Burg Střekov (rechts im Bild)

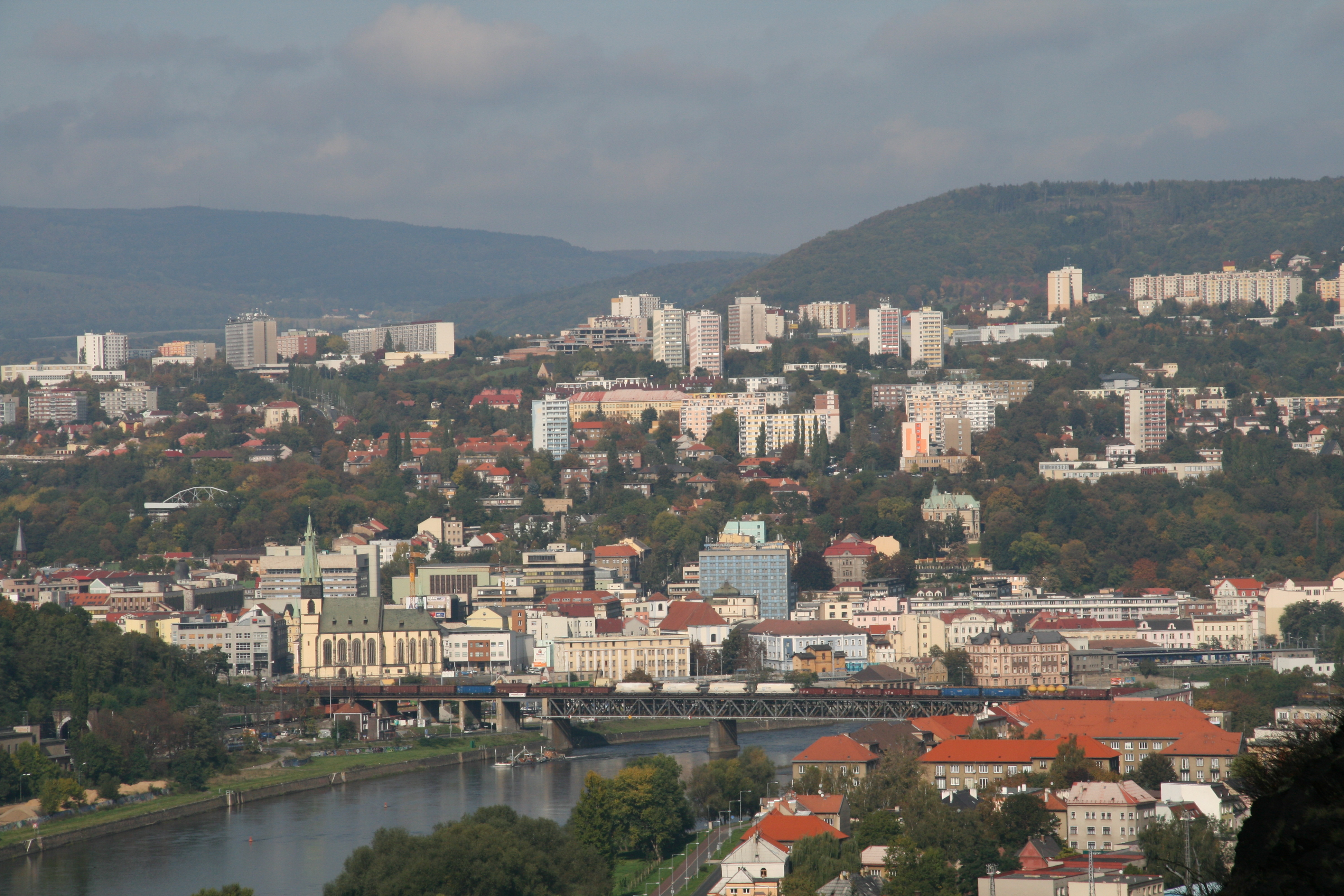
Blick Richtung Stadtzentrum

Ústí nad Labem besteht aus vier Stadtbezirken, 22 Ortsteilen und 96 Grundsiedlungseinheiten:
- Ústí nad Labem-město:
  - Ústí nad Labem-centrum
  - Strážky (Troschig)
  - Habrovice (Johnsdorf)
  - Všebořice (Schöbritz)
  - Božtěšice (Postitz)
  - Skorotice (Gartitz)
  - Bukov (Pokau) – seit 1. Mai 1939
  - Klíše (Kleische) – seit 1900
  - Předlice (Prödlitz) – seit 1. Mai 1939
  - Hostovice (Hottowies) – seit 1. Mai 1939
  - Vaňov (Wanow)
- Ústí nad Labem-Neštěmice:
  - Neštěmice (Nestomitz)
  - Krásné Březno (Schönpriesen) – seit 1900
  - Mojžíř (Mosern)
- Ústí nad Labem-Severní Terasa:
  - Severní Terasa
- Ústí nad Labem-Střekov:
  - Střekov (Schreckenstein) – seit 1. Mai 1939
  - Svádov (Schwaden)
  - Olešnice (Waldschnitz)
  - Kojetice (Kojetitz)
  - Brná (Birnai)
  - Sebuzín (Sebusein)
  - Církvice (Zirkowitz)

Grundsiedlungseinheiten sind Božtěšice, Brná, Brná-Čertova jizba (Teufelsstube), Budov (Budowe), Bukov-střed, Církvice, Dobětice (Doppitz), Dukelských hrdinů, Habrovice, Hlavní nádraží, Hornická-Stará, Hostovice, Kalová pole, Kamenice-Dělouš (Kamitz-Tillisch), Ke Skřivánku, Klíše, Klíše-průmyslový obvod, Klíše-sportovní areál, Klíše-školský areál, Klíše-Vilová, Klíšská-Solvayova, Kočkov (Gatschken), Kojetice, Kramoly (Krammel), Krásné Březno, Krásné Březno-Nový Svět, Krásné Březno-Pod vyhlídkou, Krásné Březno-průmyslový obvod, Krásné Březno-Přístavní, Krásné Březno-západ, Malátova, Mariánský vrch-Hůrka (Marienberg), Masarykova nemocnice, Městské stadiony, Mojžíř, Na dolech, Na Nivách I, Na Nivách II, Nad Brnu, Nad Březnem, Nad zoologickou zahradou, Neštěmice, Neštěmice-halda, Neštěmice-východ, Neštěmická, Nová Ves (Neudörfl), Novosedlice (Obersedlitz), Obchodní zóna Všebořice, Olešnice, Olšinky (Wolfschlinge), Ovčárna, Ovčí vrch, Pod Střížovickým vrchem, Podhoří (Deutsch Neudörfel), Pražská ulice, Předlice, Předlice-průmyslový obvod, Sady Bedřicha Smetany, Sebuzín, Severní Terasa, Severní Terasa-střed, Sídliště Dobětice, Sídliště Dobětice-západ, Sídliště Kamenný vrch, Sídliště Pod Holoměří, Sídliště Skalka, Sídliště Stříbrníky, Skorotice, Skřivánek (Lerchenfeld), Strážky, Střekov-Kamenný vrch, Střekov-Karla IV, Střekov-lázně, Střekov-nábřeží, Střekov-nad hradem, Střekov-průmyslový obvod, Střížovický vrch I, Střížovický vrch II, Střížovický vrch III, Svádov, Tuchomyšl (Schönfeld), U Bíliny, U polikliniky, U stadionů, Univerzitní kampus, Ústí nad Labem-průmyslový obvod, Ústí nad Labem-střed, Ústí nad Labem-u západního nádraží, V Oblouku-Vojanova, Vaňov (Wanow), Vaňov-Skály, Veselí (Wesseln), Větruše (Ferdinandshöhe), Všebořice (Schöbritz), Všebořice-u vozovny, Západní nádraží und Žižkova. Zu Ústí nad Labem gehören außerdem die Ortslagen Kolibov (Kolleben), Průčelí (Prutschl), Roudné (Raudney), Sedlo (Sedl), Stříbrníky (Ziebernik), Studánka (Borngrund) und Úžín (Auschina).

### Kataster
Das Stadtgebiet gliedert sich in die 26 Katastralbezirke Božtěšice, Brná nad Labem, Budov u Svádova, Bukov, Církvice, Dělouš, Dobětice, Habrovice, Hostovice u Ústí nad Labem, Klíše, Kojetice u Malečova, Krásné Březno, Mojžíř, Neštěmice, Nová Ves, Olešnice u Svádova, Předlice, Sebuzín, Skorotice u Ústí nad Labem, Strážky u Habrovic, Střekov, Svádov, Tuchomyšl, Ústí nad Labem, Vaňov und Všebořice.

## Geschichte

### Namensherkunft
Der Name der Stadt wurde vermutlich vom alttschechischen Wort ustie (ústí) abgeleitet, das Mündung bedeutet, wobei die Mündung der Biela in die Elbe gemeint sein dürfte. Der lateinische Name der Stadt lautete Usk super Albium.

### Mittelalter
Im Jahre 993 wurde die Ansiedlung als Handelsplatz an der Elbe erwähnt. Přemysl Otakar II. erhob in der ersten Hälfte des 13. Jahrhunderts den Ort zur Königsstadt. Die Rechte bestätigten und erweiterten die Könige Johann von Luxemburg und Karl IV. Die Stadt wurde nach dem Magdeburger Recht verwaltet.
Während der Hussitenkriege gehörte die Stadt den Markgrafen von Meißen und wurde von den Hussiten belagert. Die Kämpfe erreichten 1426 am Hügel Na Běhání ihren Höhepunkt. Die Deutschen verloren den Kampf. Nach der Eroberung der Stadt am 16. Juni in der Schlacht bei Aussig verübten die siegreichen Hussiten unter Andreas Prokop ein Massaker an den deutschen Bewohnern der Stadt und zerstörten Aussig. Danach herrschte Jakoubek von Vřesovice. Die Chroniken beschreiben, dass die Sieger in Folge friedlich mit der deutschen Bevölkerung weiter lebten.
Einen großen Aufschwung brachten das 16. und das 17. Jahrhundert. Die Stadt beteiligte sich nicht am Aufstand gegen Ferdinand I. 1547 und konnte sich dadurch wirtschaftlich entwickeln. In der zweiten Hälfte des 16. Jahrhunderts zogen verstärkt Deutsche zu, die bald mehr als die Hälfte der Bevölkerung ausmachten.

### 17. und 18. Jahrhundert

Karte von Aussig um 1750

Katastrophal wirkte sich der Dreißigjährige Krieg aus. Die Stadt wurde siebenmal Opfer von Plünderungen und Strafzahlungen. Die Folgen dauerten beinahe zweihundert Jahre an. In dieser Zeit war die Stadt bedeutungslos und hatte weniger als 2000 Einwohner.

### 19. Jahrhundert
Im Jahr 1813 fand nordwestlich der Stadt die Schlacht bei Kulm statt. Nach 1830 bewirkte die Industrialisierung einen neuen Bevölkerungszuwachs.
Das starke Industriewachstum und die Ausweitung des Flussverkehrs führten zu zahlreichen Veränderungen. Nach Jahrhunderten der Stagnation wurden zu Beginn des 19. Jahrhunderts wieder Häuser gebaut. Die mittelalterlichen und Renaissancehäuser sowie die Stadtmauer wurden abgetragen. Neben Landwirtschaft und Weinanbau siedelten sich Webereien, Farbenhersteller und Papierfabriken an. In der Umgebung wurden knapp sechzig Bergwerke eröffnet. Aussig wurde dank der 1827 entdeckten Kohlevorkommen, der 1850 eröffneten Eisenbahnverbindung nach Prag und deren Weiterführung nach Dresden (1851) zur Industriestadt. Für Lastkähne war die Elbe früher erst ab Aussig flussabwärts schiffbar; damit wurde Aussig zum wichtigen Umladehafen zwischen dem Schifftransport und dem Landweg in Böhmen. 1860 lebten hier 7950 Einwohner, viermal so viel wie 1840. Trotz Cholera, Typhus und anderen Epidemien verdoppelte sich die Bevölkerung in den nächsten zwanzig Jahren. 1867 wurde das Bürgerliche Bräuhaus Aussig erbaut, die heutige Bierbrauerei Zlatopramen. 1872 entstand die erste Brücke über die Elbe. 1880 übersiedelte die Seifenfabrik Georg Schicht nach Aussig.

### 20. Jahrhundert

Aussig auf einer Ansichtskarte, Verlag Brück & Sohn (1912)

Anfang des 20. Jahrhunderts lebten über 37.000 Einwohner in Aussig, das sich zu einem der bedeutendsten Industriestandorte Böhmens entwickelt hatte; allein in der großen Chemikalien-Fabrik waren um 1900 etwa 2600 Arbeiter beschäftigt. Die Stadt war Sitz eines Bezirksgerichts (Gerichtsbezirk Außig) und einer Bezirkshauptmannschaft (Bezirk Außig). Außerdem amtierte hier von 1900 bis 1918 der Superintendent von Westböhmen, der allen deutschen Lutheranern Böhmens vorstand. Infolge des Zerfalls Österreich-Ungarns gehörte Aussig ab 1918 zur Tschechoslowakei. Der seit 1857 bestehende Aussiger Anzeiger stellte 1919 sein Erscheinen ein.
Bis 1935 zogen viele Bewohner des Umlandes in die Stadt um, insbesondere Deutsche. Konrad Henlein hielt hier eine Rede und erreichte bei den Parlamentswahlen die absolute Mehrheit.

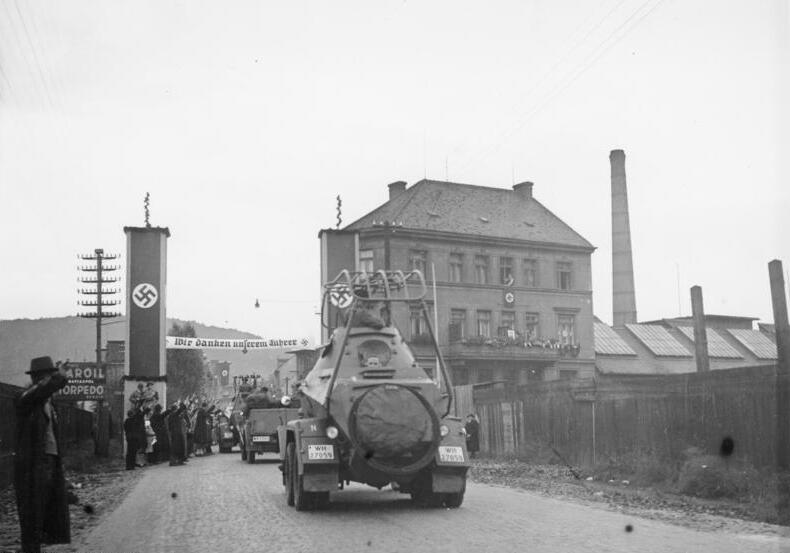
Begrüßung einmarschierender deutscher Truppen (hier gepanzerter Funkwagen Sd.Kfz. 232) mit Hitlergruß, Hakenkreuz-Fahnen und einem Transparent mit dem Text „Wir danken unserem Führer“ (Bundesarchiv)

Durch das Münchner Abkommen wurde die Stadt am 9. Oktober 1938 zusammen mit dem Sudetenland dem Deutschen Reich zugesprochen.
Die Aussiger Synagoge wurde am 31. Dezember 1938 niedergebrannt. Von der etwa 1200 Mitglieder zählenden jüdischen Bevölkerung der Stadt fielen etwa 80 % dem nationalsozialistischen Völkermord zum Opfer.
Am 1. Mai 1939 wurden die Gemeinden Hottowies, Pokau, Prödlitz, Schreckenstein, Türmitz und Ziebernik in die Stadt eingegliedert; Aussig verließ gleichzeitig den gleichnamigen Landkreis und bildete fortan einen eigenen Stadtkreis. In Aussig hatte ferner einer der drei Regierungspräsidenten im Reichsgau Sudetenland, Hans Krebs, seinen Sitz (Regierungsbezirk Aussig).
Aussig war Stammsitz des Aussiger Vereins, eines bedeutenden Chemie-, Metallurgie- und Bergbaukonzerns, dessen Werke in Aussig und Falkenau zur Zeit des Nationalsozialismus im Zuge der „Arisierung“ von der I.G. Farben und der Chemischen Fabrik v. Heyden gemeinsam erworben wurden.

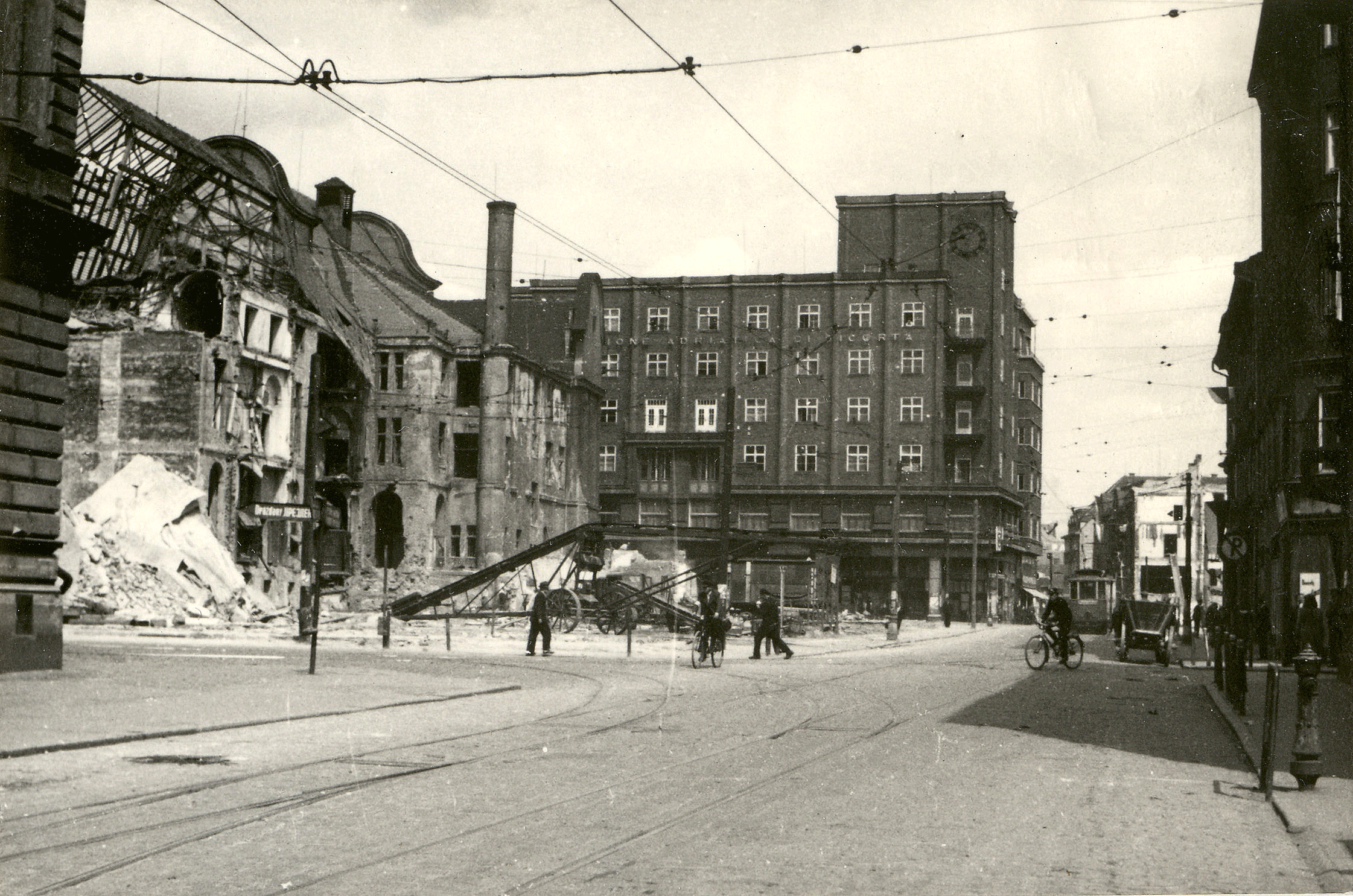
Bombenschäden

Im Jahr 1945 gehörte die Stadt Aussig zum Regierungsbezirk Aussig im Reichsgau Sudetenland des Deutschen Reichs.

Neben Alteingesessenen, knapp 60.000 Deutschen und etwa 3.000 Tschechen, gab es bei Kriegsende zahlreiche Kriegsgefangene, Zwangsarbeiter aus Polen, der Sowjetunion und dem Protektorat Böhmen und Mähren, Ausgebombte aus westdeutschen Städten sowie mehrere Tausend Flüchtlinge aus den Kriegsgebieten in Schlesien. Den Wohnparteien in Aussig wurden zwei bis drei Familien zur Einquartierung zugewiesen. Bei Luftangriffen der USAAF wurde am 17. und 19. April 1945 ein Fünftel der Altstadt zerstört, die Vorstadt Oster (Ostrov) dagegen komplett. Die Zahl der Opfer wurde meist mit 1000 bis 2500 angegeben, doch sind nur die Überreste von 513 Menschen gefunden worden. 409 Tote wurden identifiziert, davon 324 Einheimische und 46 Schlesier, der Rest aus dem Ausland.

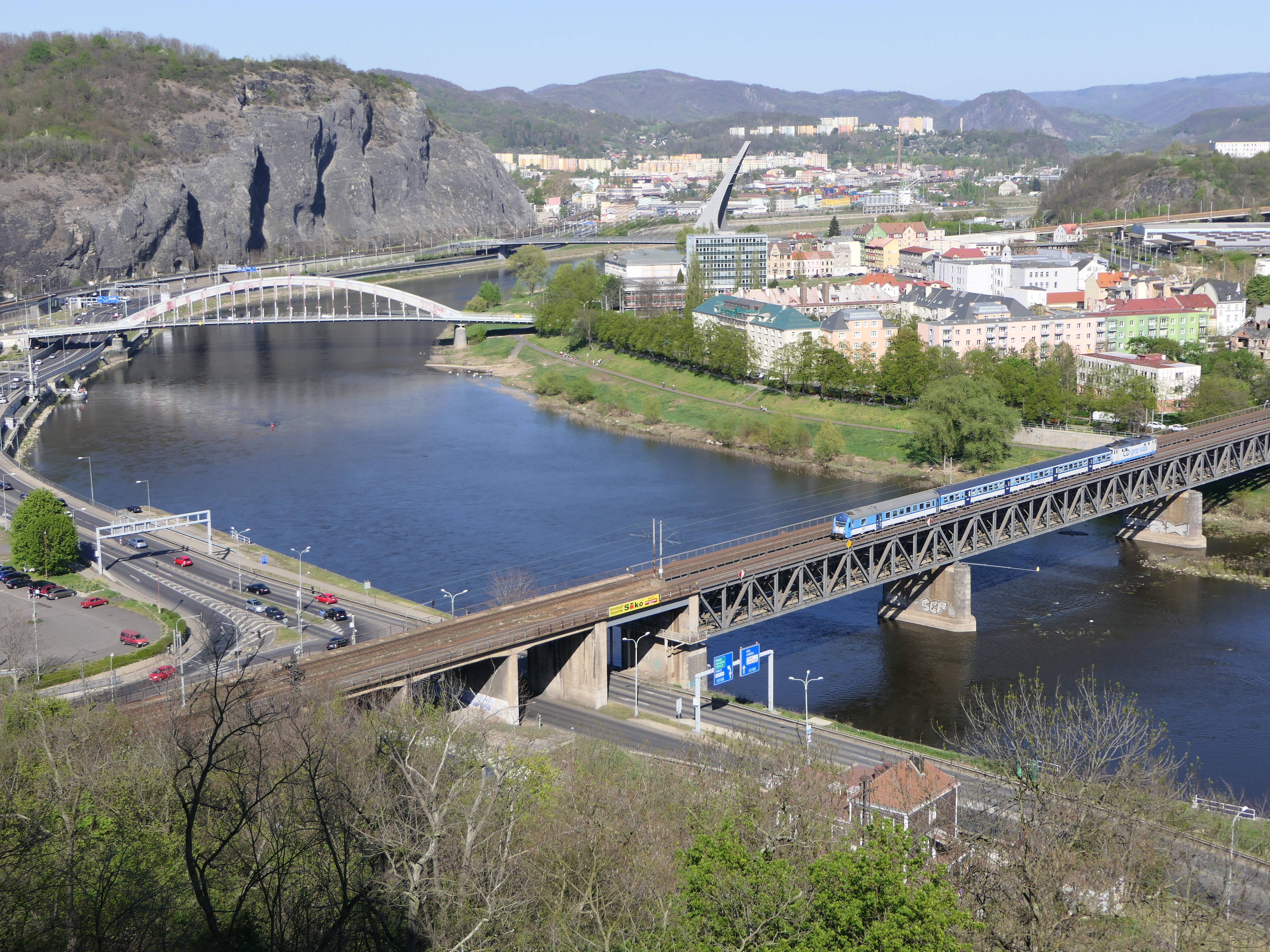
Drei Elbbrücken

Sozialdemokraten im Umfeld des am 1. September 1944 verstorbenen Vorkriegsbürgermeisters Leopold Pölzl verhinderten am 7. Mai die Sprengung der zwei Elbbrücken und der Elbstaustufe in Schreckenstein. In Konkurrenz zu den Sozialdemokraten gründeten Tschechen und einige Deutsche in Aussig am 7. Mai 1945 einen Nationalausschuss, dem sich am 8. Mai um 3 Uhr morgens die deutsche Polizei der Stadt zur Verfügung stellte. Kurz darauf übergab Oberbürgermeister Franz Czermak dem Nationalausschuss die Verwaltung der Stadt samt Mittelwellensender. Diesem Beispiel folgten auch der Stadtkommandant und der Leiter der Eisenbahnverwaltung. Der NSDAP-Kreisleiter Rudolf Schittenhelm erschoss auf dem Berg Horka bei Kulm seine Familie und sich selbst. Erste sowjetische Panzer durchfuhren die Stadt am 8. Mai, doch richtete sich die sowjetische Armee erst am 9. Mai in der Stadt ein. Noch am 9. Mai gab es Todesopfer bei Feuergefechten zwischen fliehenden SS-Einheiten und sowjetischen Truppen.

### Nachkriegszeit
Am 31. Juli 1945 kam es nach einer Explosion in einem im Stadtteil Schönpriesen gelegenen Munitionsdepot zu einem geplanten Pogrom gegen die deutsche Zivilbevölkerung. Dem Massaker von Aussig fielen nach deutschen Angaben zwischen 1000 und 2700, nach neueren Quellen maximal 220, nach tschechischen Angaben zwischen 40 und 100 Menschen zum Opfer. Symbol dieses Massakers ist die Elbbrücke zwischen der Altstadt und dem Stadtteil Schreckenstein.

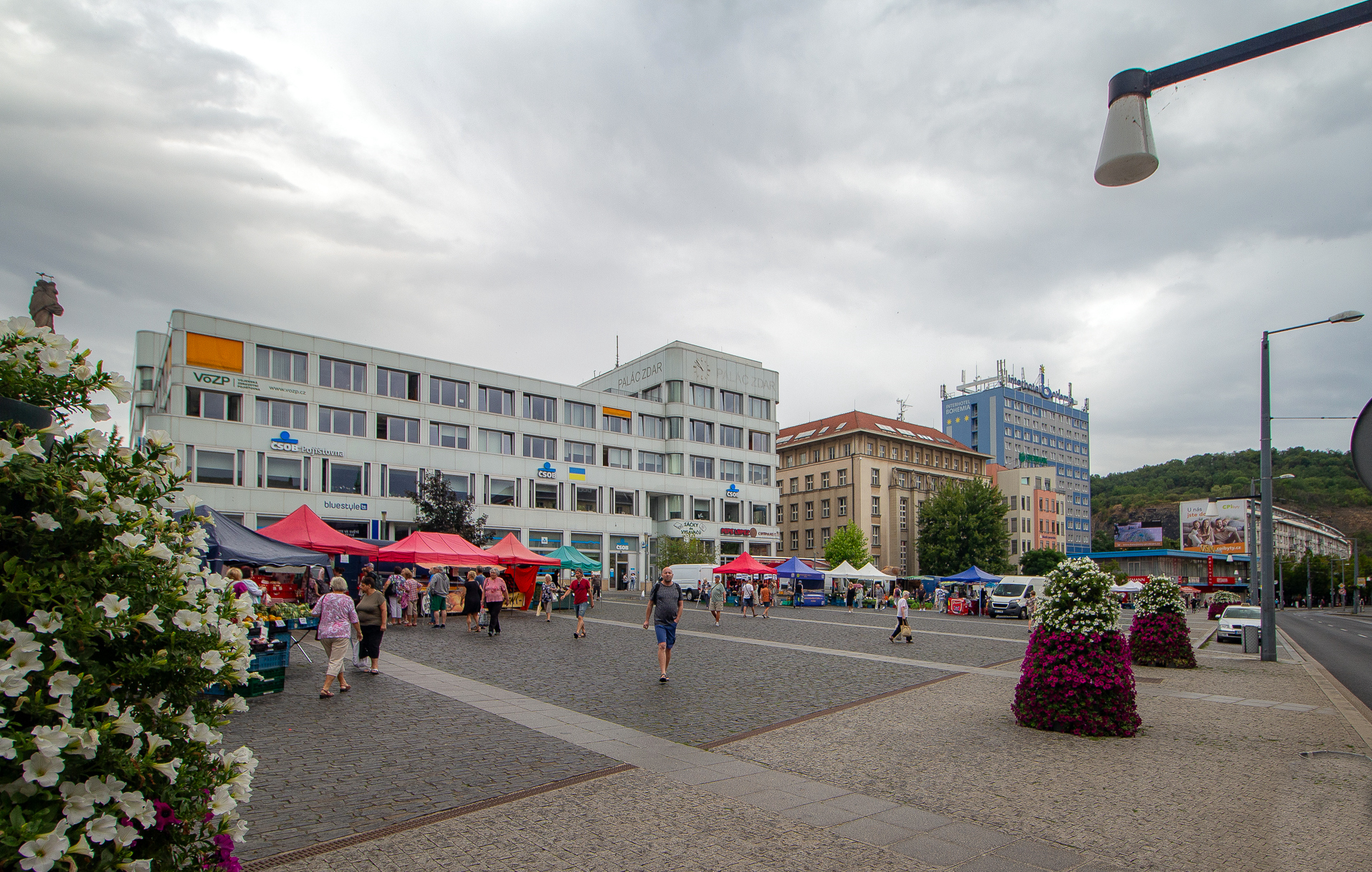
Marktplatz

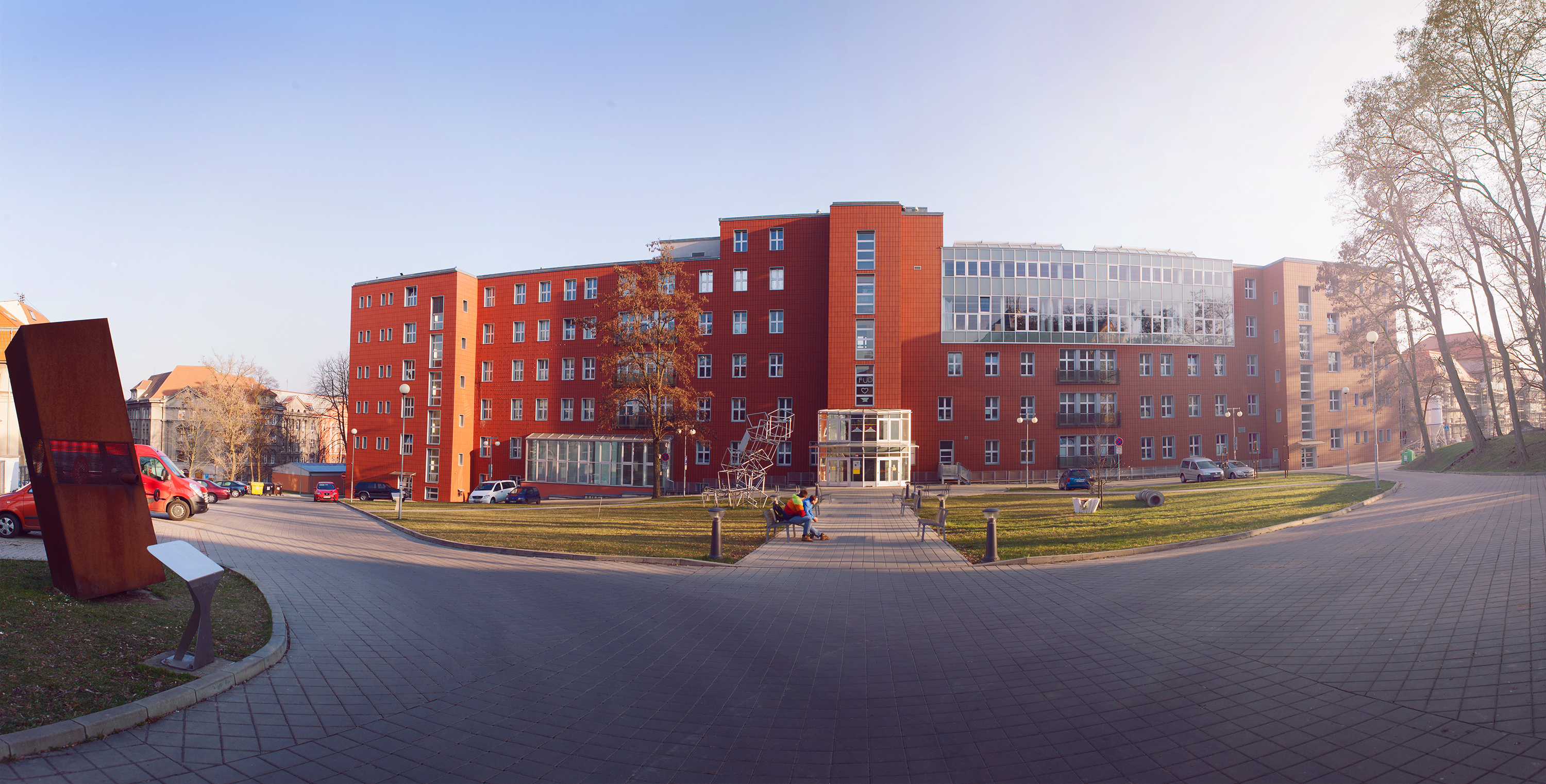
Kunstfakultät der Jan-Evangelista-Purkyně-Universität

Mit dem Ziel einer „ethnischen Entflechtung“ wurden zwischen 1945 und 1946 etwa 53.000 Deutsche aus der Stadt vertrieben. Dies geschah in zwei Phasen, vom Kriegsende bis Ende Juli 1945 durch wilde Vertreibung (odsun) und Flucht sowie von Januar bis Dezember 1946 durch eine organisierte Zwangsaussiedlung. An die Stelle der Deutschen traten Tschechen, die sowohl aus dem Landesinneren als auch als Repatrianten aus dem Ausland zuzogen, sowie Slowaken und Roma, die teilweise aus Rumänien und der Sowjetunion kamen. In der Region brach eine kulturelle und historische Tradition ab. In den 1970er und 1980er Jahren wurde das Stadtbild durch den Bau von Verkehrswegen, Großbetrieben und Plattenbauten nachhaltig verändert.
Seit Gründung der Jan-Evangelista-Purkyně-Universität im Jahre 1991 ist Ústí nad Labem eine Universitätsstadt mit rund 7500 Studenten. 1998 geriet Ústí in die internationalen Schlagzeilen, als von städtischer Seite der Bau einer Mauer um ein hauptsächlich von Roma bewohntes Stadtviertel begonnen wurde. Infolgedessen wurde die Eignung Tschechiens als Mitglied der Europäischen Union vorübergehend in Zweifel gezogen.

## Bevölkerung
Bevölkerungsentwicklung bis 1945
| Jahr | Einwohner | Anmerkungen                                                                      |
| ---- | --------- | -------------------------------------------------------------------------------- |
| 1830 | 01.759    | in 321 Häusern                                                                   |
| 1838 | 0 2.081   | in 341 Häusern                                                                   |
| 1852 | ca. 2.600 | [ 16 ]                                                                           |
| 1900 | 37.265    | meist deutsche Einwohner                                                         |
| 1921 | 39.830    | [ 17 ]                                                                           |
| 1930 | 71.256    | nach anderen Angaben 43.793 Einwohner, davon 8.735 Tschechen                     |
| 1939 | 66.975    | davon 7.557 Protestanten, 53.158 Katholiken, 221 sonstige Christen und 137 Juden |

Bevölkerungsentwicklung nach Ende des Zweiten Weltkriegs
(Stand: 31.12. des jeweiligen Jahres)
| Jahr | Einwohner |
| ---- | --------- |
| 1947 | 56.420    |
| 1950 | 57.572    |
| 1960 | 68.362    |
| 1970 | 72.282    |
| 1980 | 87.163    |

| Jahr | Einwohner |
| ---- | --------- |
| 1990 | 106.538   |
| 2000 | 095.491   |
| 2010 | 095.464   |
| 2020 | 091.982   |
| 2022 | 091.963   |

## Symbole

### Wappen
Das Wappen der Stadt Ústí nad Labem wurde erstmals im Jahr 1476 von König Vladislav II. Jagiello verliehen. 
| Wappen der Stadt Ústí nad Labem | Blasonierung: „In einem roten Feld ist ein geharnischter, silberner, goldbewehrter, doppelschwänziger Löwe dargestellt, der einen Stechhelm trägt („verkappt“) und auf dem ein goldener Flug sitzt.“ |
| Wappen der Stadt Ústí nad Labem | Wappenbegründung: Das Wappen zeigt ein rot hinterlegtes Schild mit einem silbernen, doppelschwänzigen Löwen, der golden bewehrt und gekrönt ist. Der Böhmische Löwe steht für die Zugehörigkeit der Stadt zur historischen Region Böhmen. Auf dem Kopf des Löwen sitzt ein weißer Helm mit einer goldenen Krone, aus der zwei goldene Flügel herauswachsen |

### Fahne

Das Flaggentuch ist in fünf waagerechte Streifen unterteilt, und zwar in der Reihenfolge Weiß, Rot, Weiß, Rot und Weiß.
 Das Seitenverhältnis der Flagge beträgt 2:3 (Höhe zu Breite).

## Städtepartnerschaften
Ústí nad Labem unterhält mit folgenden Städten Partnerschaften:
- Halton,  Vereinigtes Königreich
- Chemnitz,  Deutschland[20]

Den Partnerschaftsvertrag mit der russischen Stadt Wladimir löste die Stadtvertretung 2022 nach dem Überfall auf die Ukraine auf.

## Sehenswürdigkeiten und Kultur

### Bauwerke

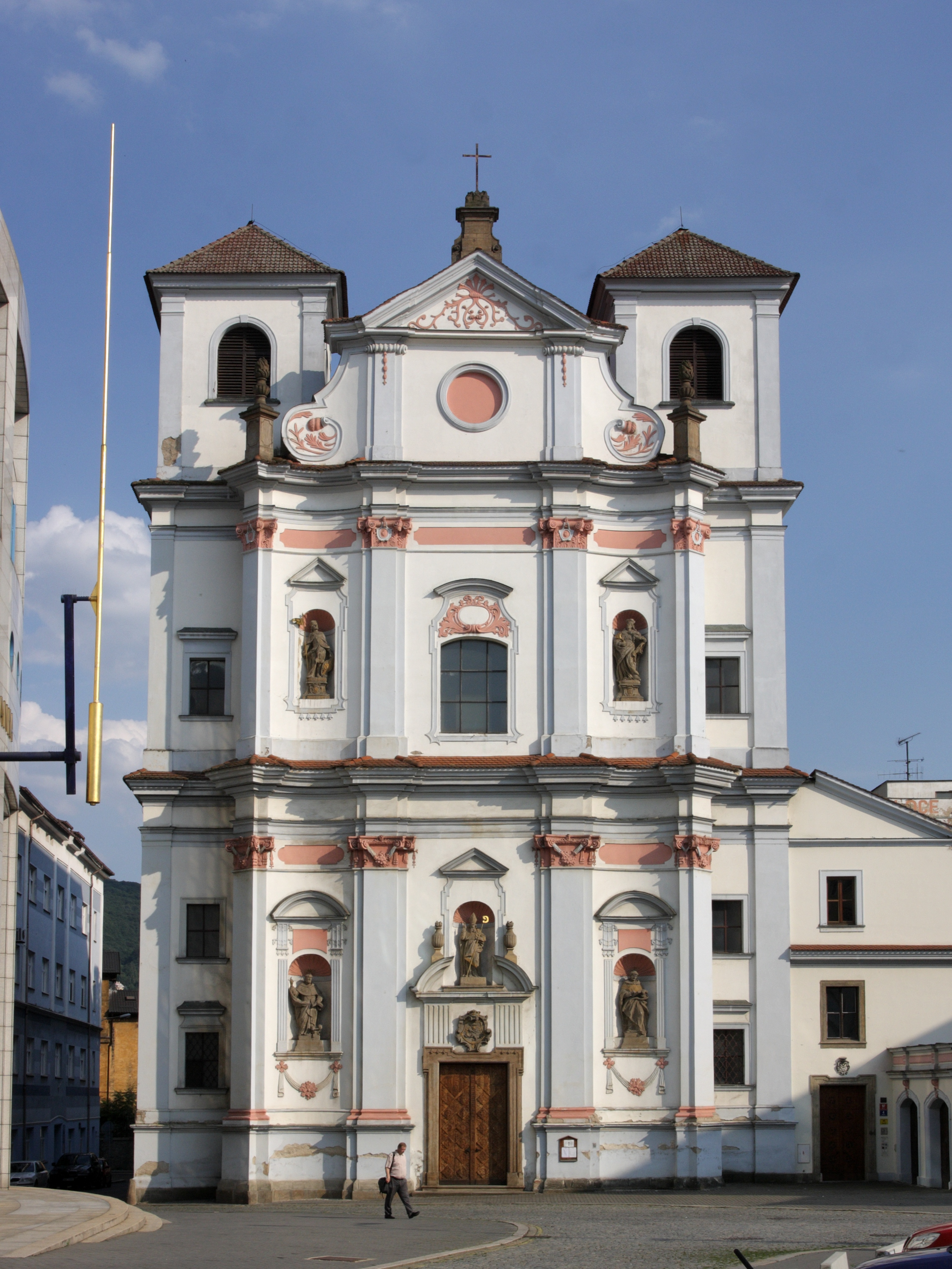
St.-Adalbert-Kirche

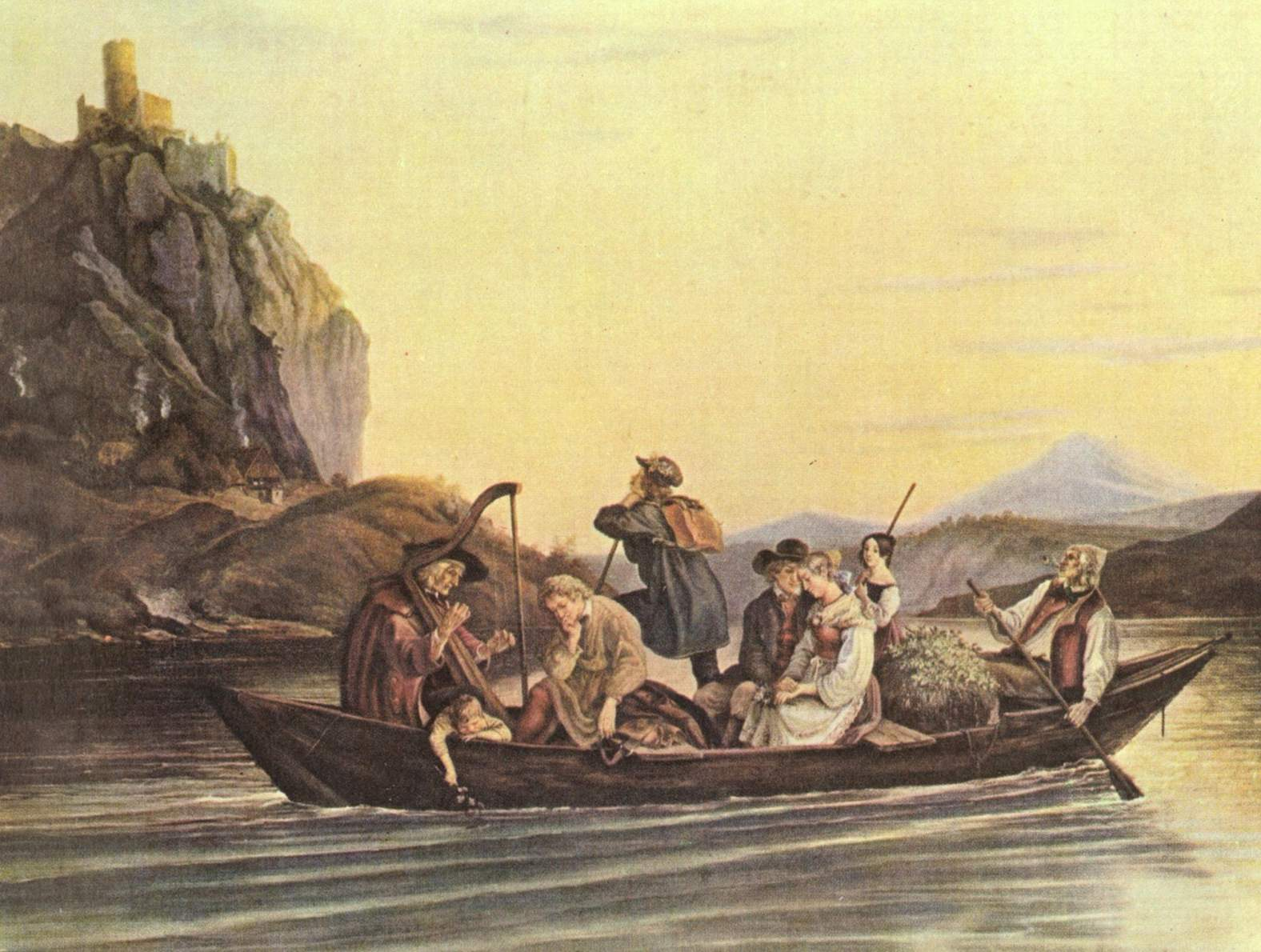
(Adrian Ludwig Richter 1837) Überfahrt am Schreckenstein

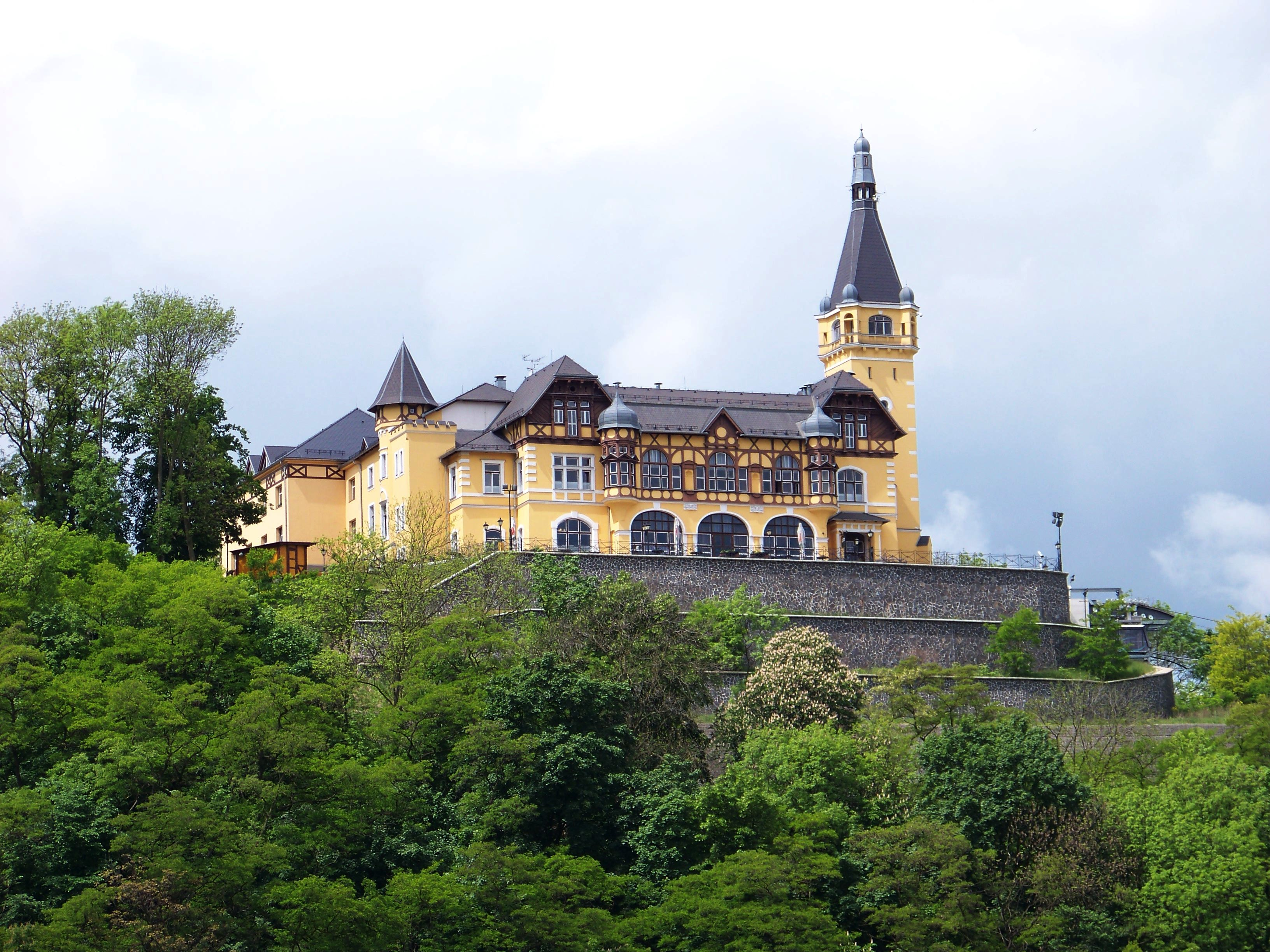
Berghotel Větruše

- Dekanatskirche Mariä Himmelfahrt

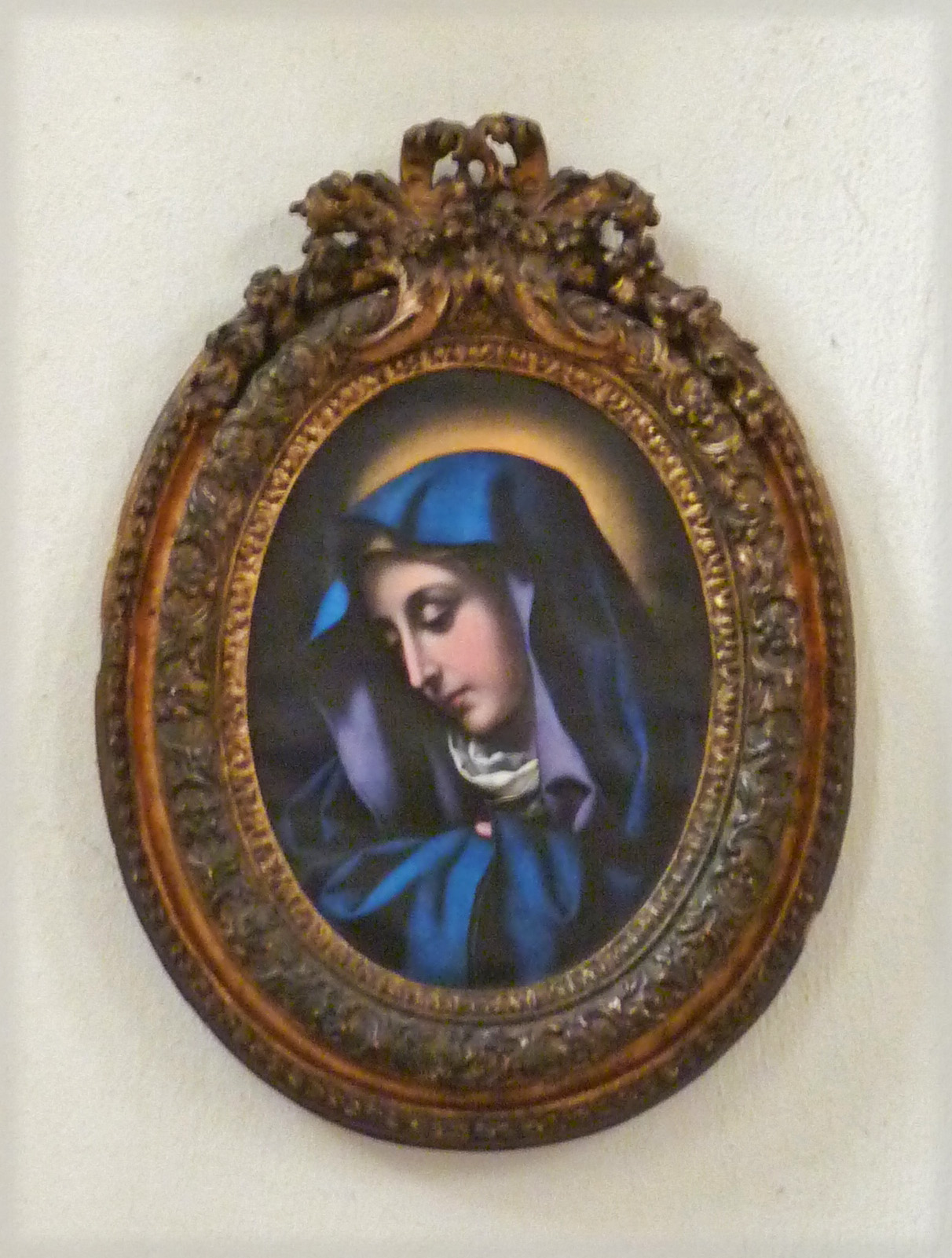
Aussiger Madonna von Ismael Mengs

Die ursprüngliche Kirche der Himmelfahrt der Jungfrau Maria wurde bereits 1318 erbaut, fiel aber den Hussitenkriegen zum Opfer. Der Nachfolgebau entstand nach 1452 und wurde in den 1880er Jahren spätgotisch umgebaut. Die heutige Schräglage des Turmes verursachte ein Luftangriff im April 1945, bei dem der Turm um 1,92 m aus seiner vertikalen Achse geriet, wodurch er laut Beschilderung zum „schiefsten Turm nördlich der Alpen“ wurde; allerdings steht der Schiefe Turm von Gau-Weinheim noch schräger. In der Kirche befindet sich die Aussiger Madonna von Ismael Mengs, eine Kopie der Mater dolorosa (Madonna Addolorata) von Carlo Dolci, von der sich Richard Wagner laut einem Brief aus dem Jahre 1842 zur Gestaltung der Heiligen Elisabeth im Tannhäuser anregen ließ.
- St.-Adalbert-Kirche

Die von Octavio Broggio zwischen 1715 und 1730 errichtete barocke Dominikaner-Klosterkirche ersetzte ein aus dem 11. Jahrhundert stammendes Gotteshaus. In der Adalbertkirche befindet sich die zweitgrößte Orgel Tschechiens.
- Apostel-Paulus-Kirche

Von Julius Zeißig errichtete neoromanische Backsteinkirche der evangelischen Kirchengemeinde.
- Jakobskirche (Svádov)
- Stadttheater

Das neubarocke Theater wurde 1908/09 nach Entwürfen des Wiener Architekten Alexander Graf erbaut und mit Gemälden von Eduard Veith ausgestattet.
- Stadtmuseum

Das 1876 gegründete Museum zählt zu den ältesten seiner Art in Nordböhmen. Die Sammlung war von 1919 bis 1994 in Schloss Trmice untergebracht. Seit 1995 hat sie ihren Platz in einem ehemaligen Schulgebäude neben dem Stadttheater gefunden. Seit 2011 gibt es die dauerhafte Ausstellung des Collegium Bohemicum Naši Němci – Unsere Deutschen, die auf zwei Stockwerken die Historie der deutschen Bevölkerung in der Region vom siebten Jahrhundert bis zur Vertreibung nach dem Zweiten Weltkrieg darstellt. Zudem gibt es temporäre Ausstellungen, die nach mehreren Monaten wechseln. Diese widmen sich vor allem der Stadt- und Militärgeschichte sowie den Naturräumen von Osterzgebirge und Böhmischen Mittelgebirge.
- (Adrian Ludwig Richter 1837) Überfahrt am SchreckensteinBurgruine Střekov (Schreckenstein)

Die Burgruine Střekov der eingangs des 14. Jahrhunderts erbauten Burg erhebt sich hoch über dem rechten Ufer der Elbe. Seit 1564 befindet sie sich im Besitz der Familie Lobkowitz. Aufgrund von Beschädigungen im Dreißigjährigen Krieg und im Siebenjährigen Krieg verfiel die Anlage allerdings. Der anliegende Hof mit Brauerei blieb erhalten und wird noch genutzt. Richard Wagner ließ sich auf dem Schreckenstein für seine Oper Tannhäuser inspirieren.
- Schloss Velké Březno

Das sich auf einem Bergrücken steil über die Elbe erhebende Schloss in Velké Březno (Großpriesen) wurde im Auftrag des Grafen Karel Chotek in den Jahren 1842 bis 1845 erbaut. In diesem Gebäude befindet sich derzeit eine Ausstellung über die Familie Chotek.
- Berghotel VětrušeVětruše (Ferdinandshöhe)

Auf einem Felsen über der Elbe steht das dominierende Gebäude Větruše. Es wurde 1847 als Restaurant erbaut und nach dem österreichischen Kaiser Ferdinand I. (1793–1875) benannt. Das herrschaftliche Bauwerk ist wieder ein Ausflugslokal. Eine Seilbahn fährt seit dem 7. Dezember 2010 von einem innerstädtischen Einkaufszentrum direkt hinauf zur Gaststätte.
- Brücken in Ústí

Im unmittelbaren Aussiger Stadtgebiet existieren vier Brücken, drei davon über die Elbe, die andere über die Bílina. Diese ist die älteste der Stadt. Die 1934 erbaute Beneš-Brücke wurde noch vor dem Krieg nach dem 1935-1938, dann als Präsident der Exil-Regierung in London und 1945–1948 wieder amtierenden Präsidenten Edvard Beneš benannt. Die ursprüngliche Bahnbrücke wurde von 1872 bis 1874 erbaut. Nach schweren Zerstörungen wurde sie 1945 neu errichtet. Im Jahr 1998 wurde die neueste Brücke erstellt, die Mariánský most (Marienbrücke). Sie wird von Seilen getragen, die an Pfeilern auf dem rechten Elbufer angebracht sind.

### Zoo
Der Zoologische Garten beherbergt etwa 1500 Tiere, die sich auf mehr als 250 verschiedene Arten verteilen.

### Theater und Museen

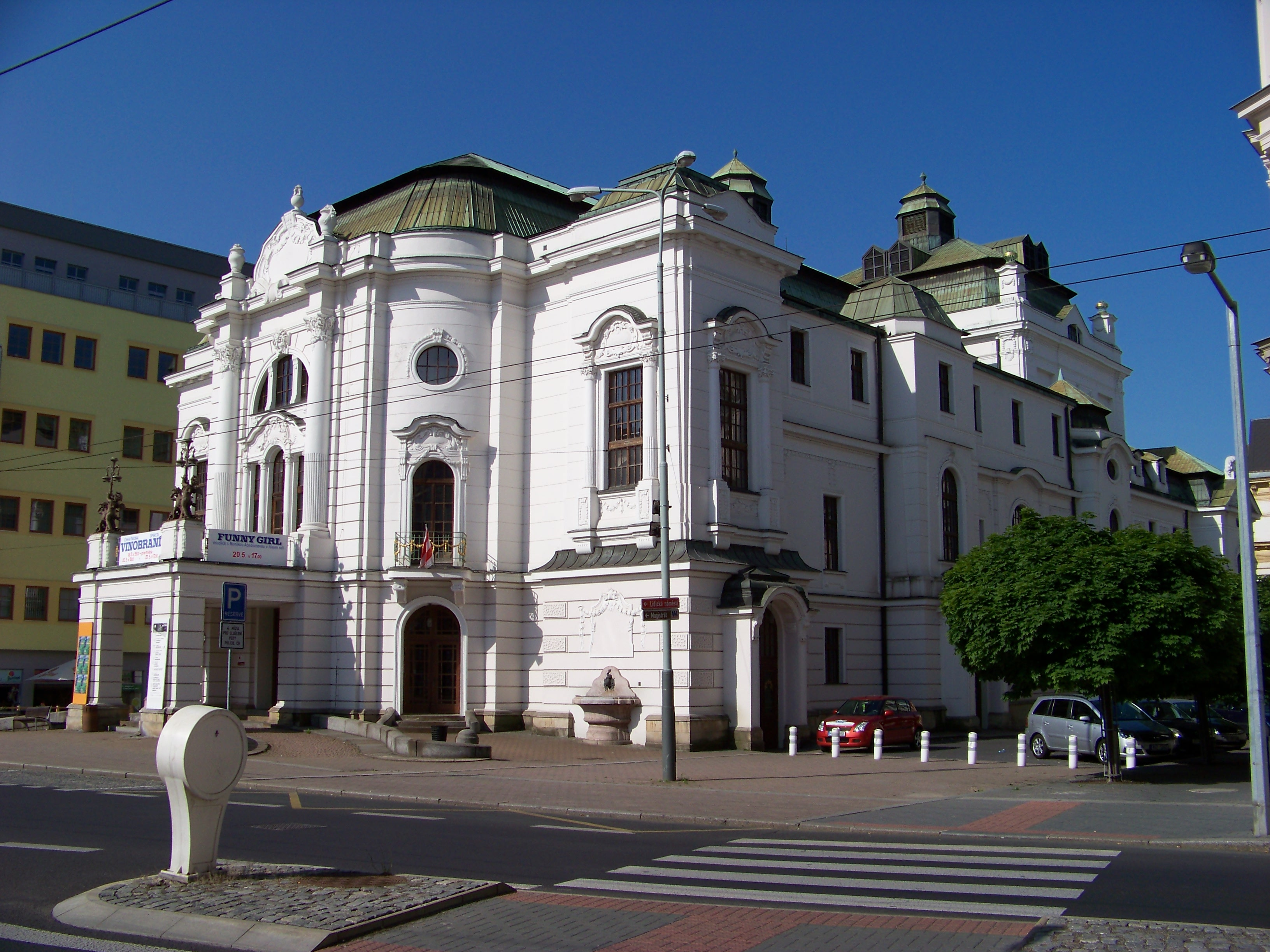
Das Nordböhmische Theater

Das repräsentative Theatergebäude der Stadt ist das Nordböhmische Opern- und Balletttheater. In Ustí wirken drei professionelle Theaterensembles (Ballett, Oper, Theater), sieben Chöre, ein Kammerorchester und weitere kulturelle Vereine. Daneben arbeiten hier einige Tanzgruppen. Jährlich werden mehrere nationale und internationale Veranstaltungen durchgeführt (Theaterfestival der privaten Mittleren Schulen, Wettbewerb der jungen Pianisten „Virtuosi Per Musica Di Pianoforte“, „Internationales Festival des Chorgesangs“, Country- und Western-Festival „Trampská Porta“ und vor allem das „Internationale Tanzfestival“).
Zum Museum der Stadt Ústí nad Labem gehören vor allem die naturwissenschaftlichen Sammlungen über die Natur in Nordwestböhmen, des Böhmischen Mittelgebirges und des Erzgebirges.
In Ústí gibt es seit etwa 2011 das vom Collegium Bohemicum betriebene Museum zur Geschichte und Kultur der deutschsprachigen Bewohner der böhmischen Länder, das sich die Pflege der kulturellen Hinterlassenschaft der deutschsprachigen Bevölkerung in Böhmen, die nach 1945 vertrieben wurden, als Ziel setzt.

### Regelmäßige Veranstaltungen
Seit 2011 findet im September der Ústí-Halbmarathon statt.

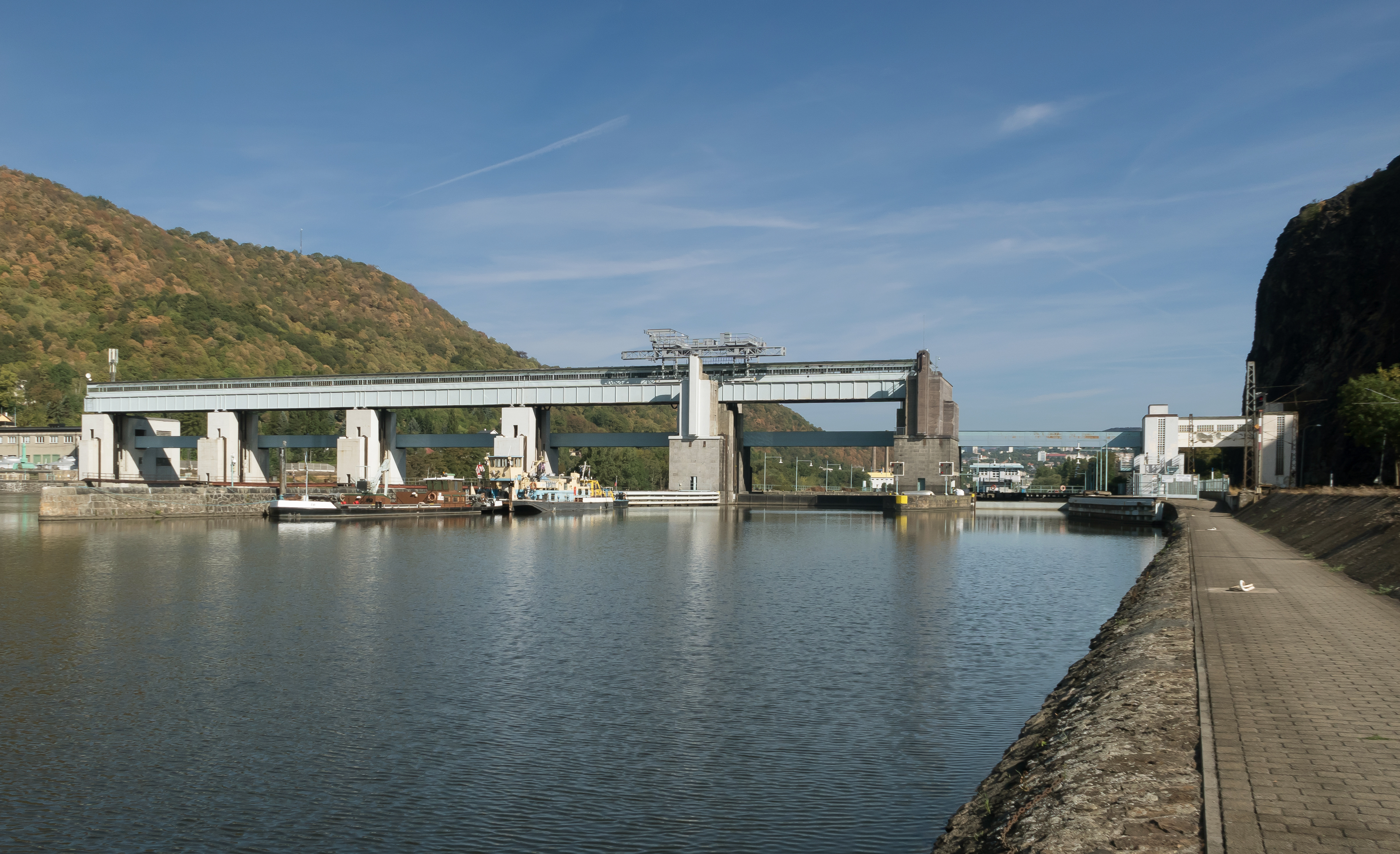
Nähe Střekov, Masarykovo Zdymadlo (Schleuse)
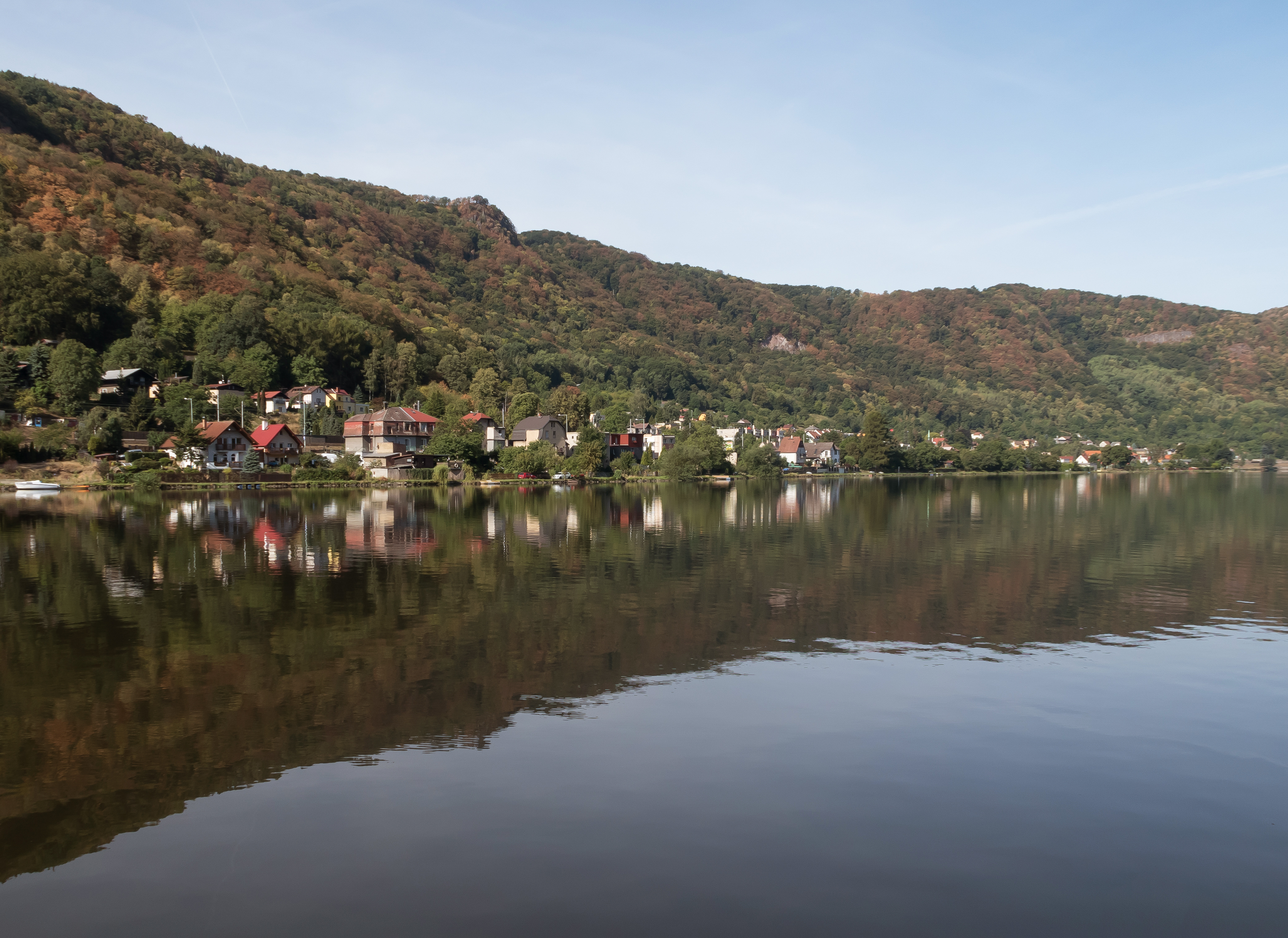
Vaňov, Blick auf das Dorf an der Elbe von Brná
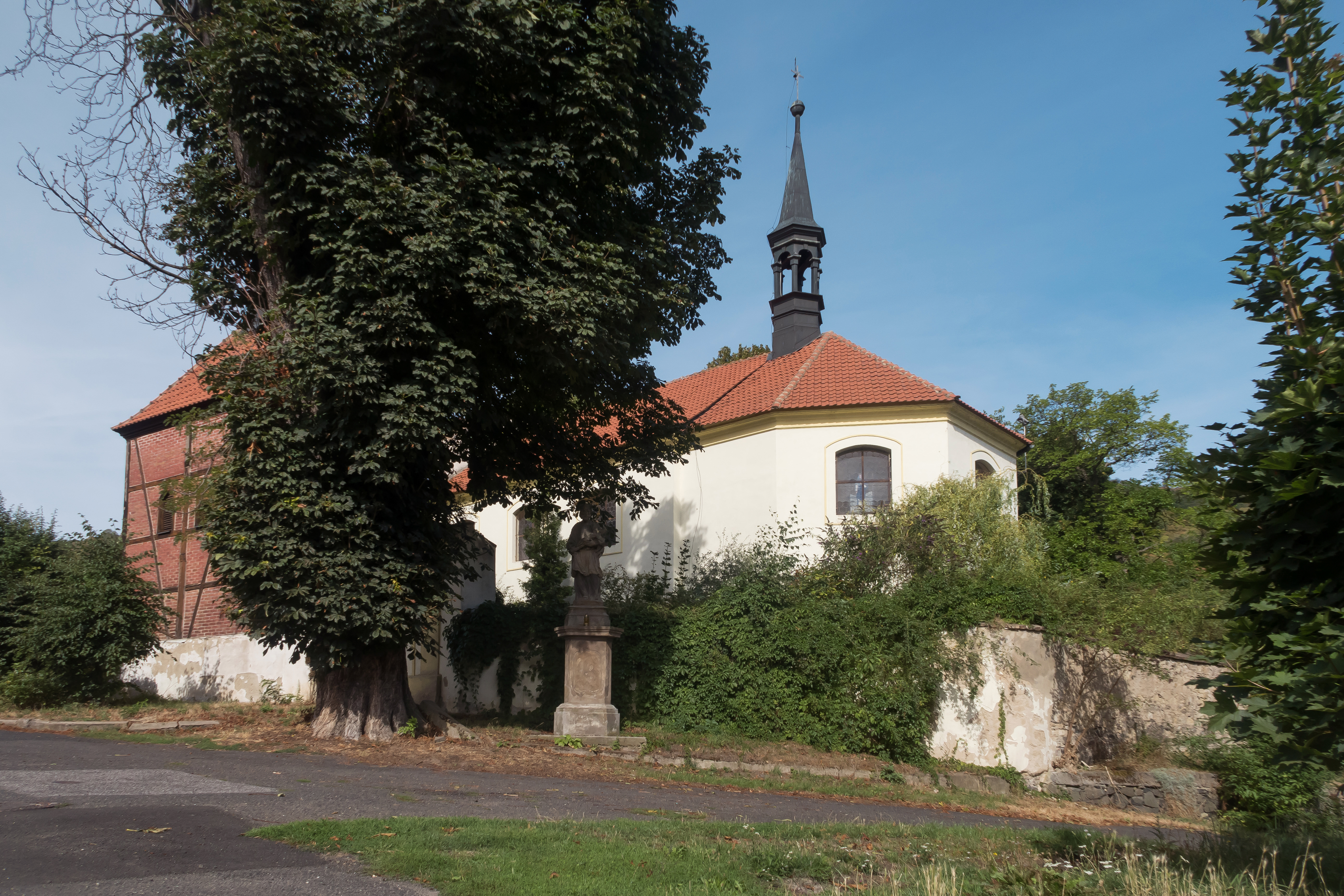
Církvice, Kirche: kostel nanebevzetí Panny Marie
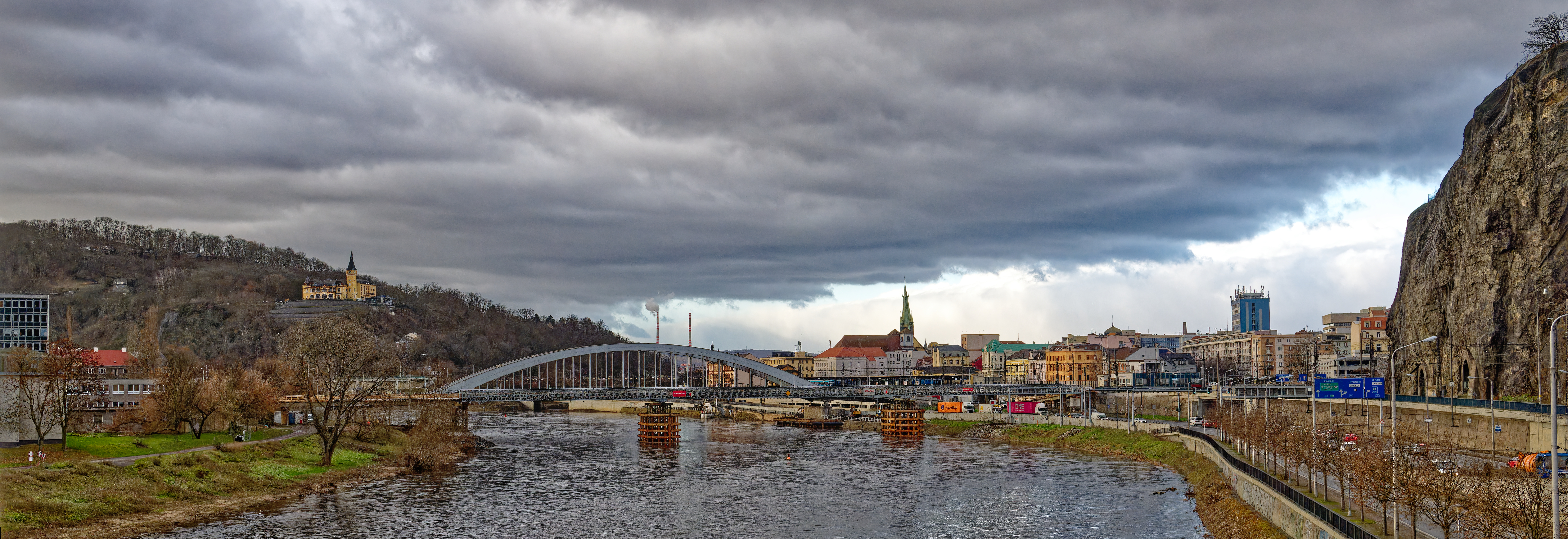
Panorama Ansicht Ústí nad Labem von der Marienbrücke

## Wirtschaft und Infrastruktur

### Industrie
1841 wurde die Manufaktur Johann Maresch gegründet (zuerst als Bähr & Maresch, später Johann Maresch Thon- und Stein- gutwaren fabric in Aussig). Neben Haushaltswaren wurden Figuren aus Ton hergestellt. Am bekanntesten sind wohl die Gartenzwerge und Gartenfiguren von Maresch. Nach 1945 wurde die Firma geschlossen.
Die Georg Schicht AG gehörte vor dem Ersten Weltkrieg zu den großen Unternehmen im österreichischen Seifen-, Fette- und Kerzenbereich. Wesentlich war ferner die als Aussiger Verein bezeichnete Aktiengesellschaft für chemische und metallurgische Produktion.
Während des kommunistischen Regimes wurde Schwerindustrie aufgebaut. Direkt im Zentrum der Stadt befinden sich chemische und Nahrungsmittelfabriken sowie Glasereien. Der bedeutendste Arbeitgeber in Ústí ist die „Spolchemie“, welche neben der Schwerchemie auch feinste Spezialrohstoffe produziert. Im Westen, in Trmice, befindet sich ein Elektrizitätswerk mit Wärmeerzeugung. Die hohe Luft- und Wasserverschmutzung geht mehr und mehr zurück. Die Umweltauflagen des tschechischen Staates sind in der Zwischenzeit höher als vergleichbare in der Bundesrepublik Deutschland. Es werden weiterhin große Anstrengungen zum Abbau der Umweltbelastungen betrieben, welche von der EU prämiert worden sind. Bedeutend für die Binnenschifffahrt ist der Elbhafen.

### Verkehr
Stadtverkehr

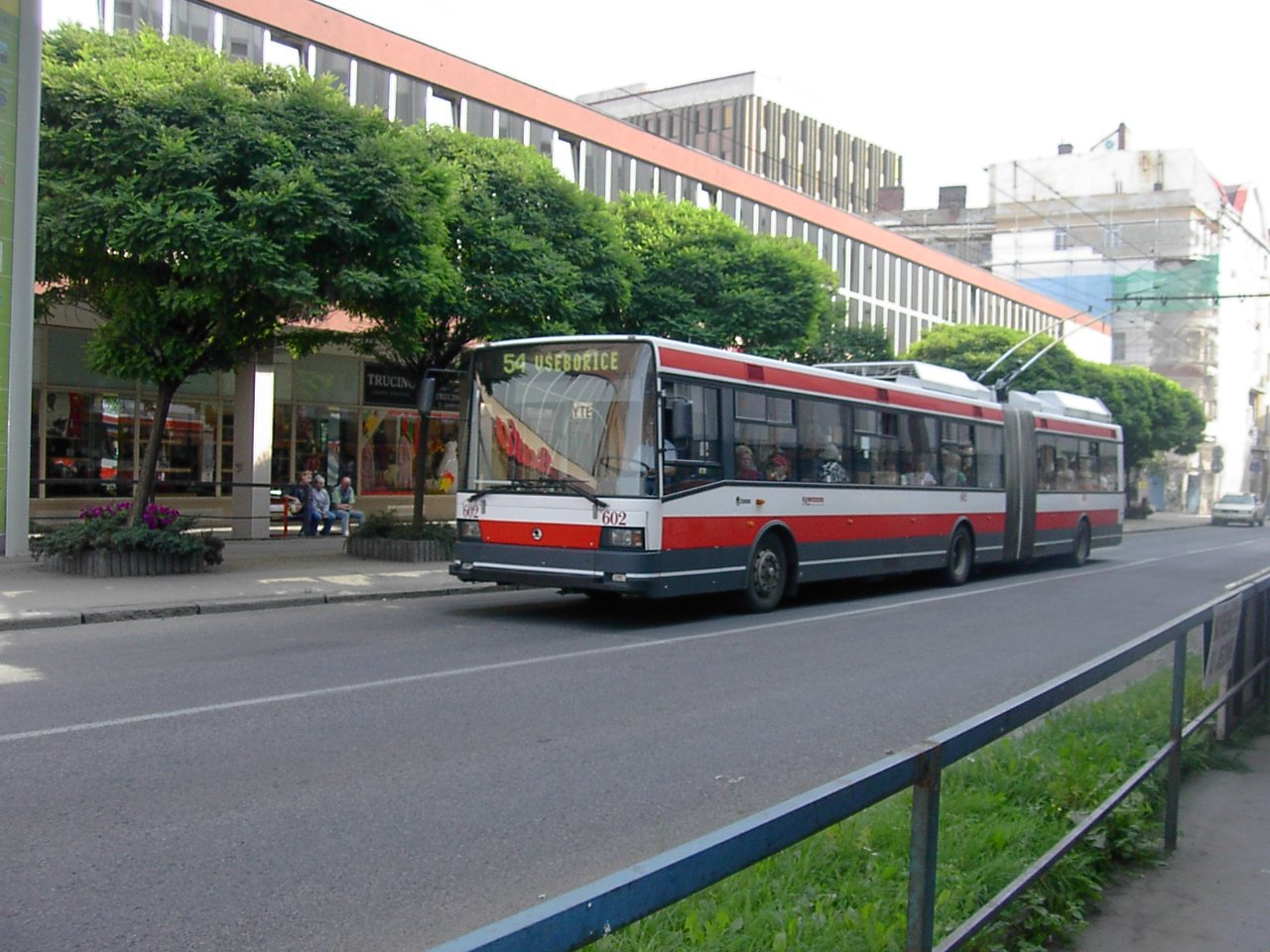
Nahverkehr-Innenstadt

Der städtische Verkehrsbetrieb (DPmÚL) unterhält im Jahr 2016 tagsüber 11 O-Buslinien, 16 Autobuslinien und eine Seilbahn. Nachts verkehren jeweils zwei O-Bus- und Buslinien. Von 1899 bis 1970 gab es ein Straßenbahnnetz von acht Linien mit einer Gesamtlänge von 34 km, davon 10,4 km zweigleisig, das nach Prag und Brünn das drittlängste in der Tschechoslowakei war.
Eisenbahn
Ústí ist ein wichtiger Eisenbahnknoten. Die Bahnstrecke Praha–Děčín ist Teil der internationalen Verbindung von Berlin nach Wien. Nach Westen führt die zweigleisige Bahnstrecke Ústí nad Labem–Chomutov und weiter über Cheb nach Nürnberg. Rechtselbisch verläuft die Bahnstrecke Kolín–Děčín, die als Gütermagistrale durch Tschechien dient. ČD Cargo betreibt einen wichtigen Stützpunkt (SOKV) für die Wartung von Lokomotiven und Wagen.
Fernstraßen
Die Stadt ist an die internationale Straße E 442 (Liberec, Děčín, Teplice, Karlovy Vary) und die Straßen erster Klasse (I/8, I/30, I/13) angeschlossen. Weiter ist sie direkt mit der Autobahn D8 (Dresden – Prag, E 55, A 17) verbunden, die durch den Westen der Stadt führt; die restlichen Abschnitte wurden 2006 dem Verkehr freigegeben.
Ústí nad Labem befindet sich am Paneuropäischen Verkehrskorridor IV (Berlin – Prag – Wien/Bratislava – Budapest – Constanta/Thessaloniki).
Wasserwege
Der Elbe-Wasserweg (Labská) ist Verbindungsstrecke zum Netz der westeuropäischen Wasserstraßen mit Zugang zu Deutschland, Frankreich, Benelux und bedeutenden Seehäfen. Der Lastverkehr wie auch Personenverkehr besteht auf der Strecke Pardubice – Chvaletice – Ústí nad Labem – Hamburg. Um das Jahr 1910 hatte der Aussiger Elbehafen mit jährlich 1,5 Millionen Tonnen nach dem Adriahafen Triest die zweithöchste Umschlagsleistung in der K.u.k.-Monarchie.

### Sport
In der Saison 2007/08 spielte der HC Slovan Ústečtí Lvi in der höchsten tschechischen Spielklasse im Eishockey, der Extraliga. Die Heimspiele werden in der 1965 erbauten und 2004 renovierten Zlatopramen Arena ausgetragen.
Dem Fußballverein FK Ústí nad Labem gelang in der Saison 2010 der Aufstieg in die 1. Liga. Die Heimspiele mussten mangels eines geeigneten Stadions in Teplice ausgetragen werden. Nach dem Abstieg 2011 erreichte die Mannschaft 2012 sportlich den erneuten Wiederaufstieg, erhielt aber wegen der Stadionproblematik keine Lizenz für die oberste Spielklasse.